# Cruise Bonaria
Il Cruise Bonaria è un traghetto appartenente alla compagnia di navigazione italiana Grimaldi Lines.

## Caratteristiche
Il traghetto, spinto da 4 motori diesel Wärtsilä in grado di fargli raggiungere una velocità massima di 29,5 nodi, dispone di 231 cabine, 634 poltrone di prima classe e 108 poltrone di seconda classe. È inoltre in grado di trasportare un massimo di 180 auto e 113 semirimorchi, o 700 auto.

## Servizio
Varato il 28 giugno del 2000 nel cantiere navale di Sestri Ponente con il nome di Knossos Palace e consegnato il 25 novembre successivo alla Minoan Lines, prende servizio a dicembre nei collegamenti tra Il Pireo e Candia.
Il 19 novembre 2003, durante la navigazione verso Candia, prende fuoco un camion nel garage del traghetto. Successivamente, viene trasferito in cantiere a Perama e riparato. Il 28 dicembre torna regolarmente in servizio.
Il 7 febbraio 2007, durante le manovre di ormeggio a Candia, entra in collisione con la banchina, causando una falla nello scafo. Successivamente, viene posto fuori servizio e riparato.
Il 24 febbraio 2011 salpa da Candia per Tripoli, dove imbarca circa 2000 sfollati della guerra civile libica.
Il 28 febbraio giunge a La Valletta, dove sbarca i profughi.
Successivamente esegue un altro viaggio a Tripoli ed il 7 marzo fa rientro a Latakia. Il giorno successivo torna in servizio nei collegamenti tra Il Pireo e Candia.

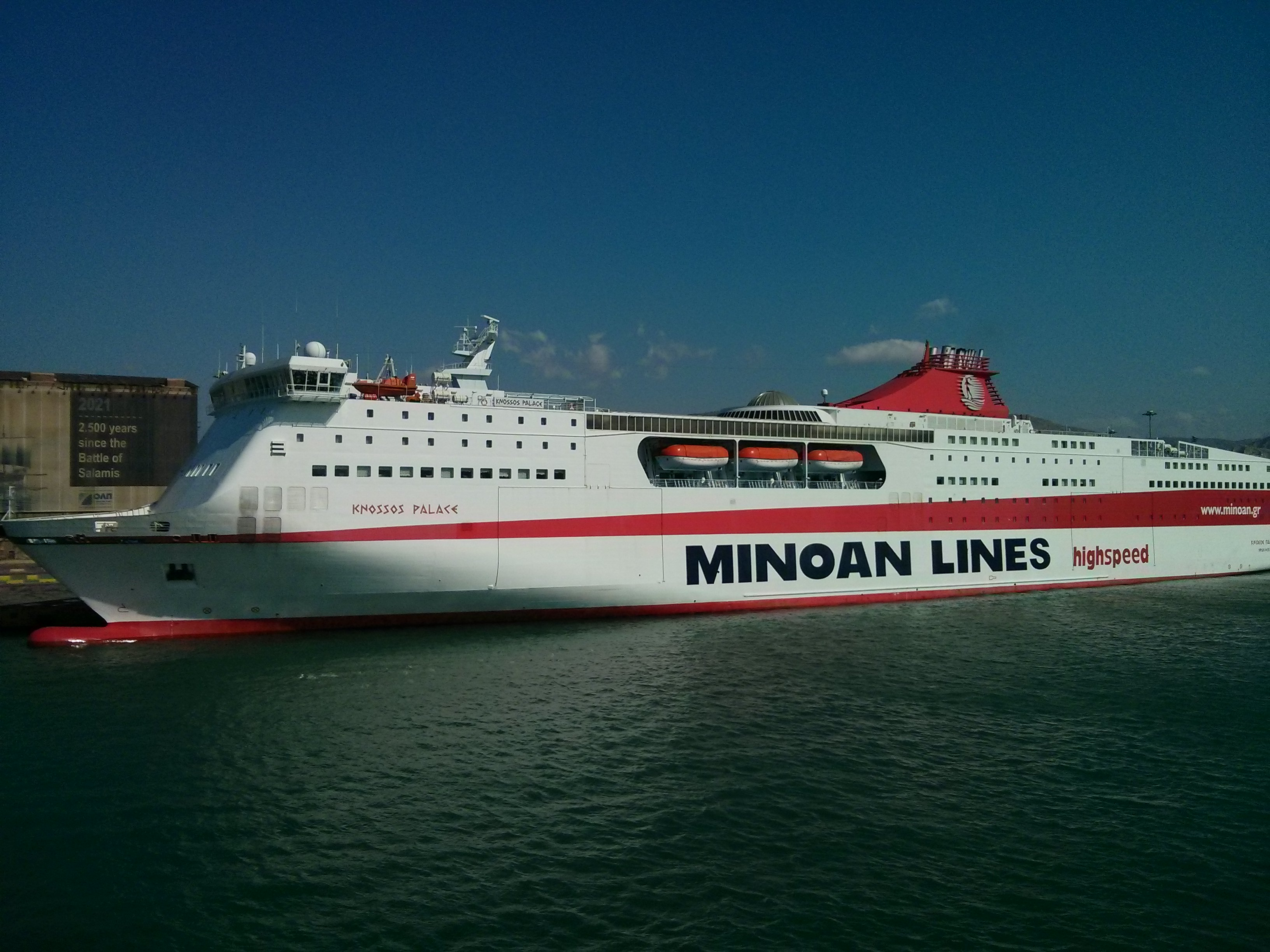
Il Knossos Palace ormeggiato al Pireo nel 2016.

Il 24 novembre 2020 salpa dal Pireo ai cantieri di Napoli dove, il 18 dicembre, viene trasferito sotto le insegne della Grimaldi Lines e ribattezzato Cruise Bonaria. Nell'estate successiva prende servizio nei collegamenti estivi tra Civitavecchia ed Olbia, dove opera tutt'oggi.
Dal 4 febbraio al marzo del 2021 opera nei collegamenti tra Patrasso ed Ancona in sostituzione del Cruise Olympia. Successivamente, viene momentaneamente trasferito nei collegamenti tra Livorno ed Olbia in sostituzione dello Zeus Palace. In seguito, torna in servizio nell'Adriatico.
Il 1º maggio 2021 salpa da Ancona a Salerno, dove prende servizio nei collegamenti tra Salerno, Cagliari e Palermo in sostituzione del Venezia, fermo in cantiere a La Spezia. Il 1º giugno viene trasferito nei collegamenti tra Napoli, Cagliari e Palermo. Tre giorni dopo, prende servizio sulla propria rotta estiva, dove opera fino al 26 settembre.
Dal 26 ottobre al 27 novembre 2021 opera nei collegamenti  tra Livorno e Palermo in sostituzione del Cruise Ausonia, fermo in cantiere a La Spezia.
Dall'8 gennaio 2022 al 5 febbraio opera sulla Livorno-Olbia in sostituzione del Cruise Europa, in cantiere a Yalova per il definitivo trasferimento sotto le insegne della Grimaldi Lines. Dal 1º giugno torna in servizio sullaCivitavecchia-Olbia, dove opera fino al 25 settembre. Dal giorno successivo al 7 ottobre opera nei collegamenti tra Napoli, Cagliari e Palermo in sostituzione del Corfù. Successivamente viene disarmato a Brindisi.
Dal 23 ottobre al 25 novembre 2022 sostituisce il Florencia, fermo in cantiere a La Valletta, nei collegamenti tra Ancona ed Igoumenitsa. Dal giorno successivo fino a metà dicembre opera nei collegamenti tra Brindisi, Igoumenitsa e Patrasso in sostituzione dell'Europa Palace, fermo in cantiere a Napoli. Successivamente, viene trasferito nei collegamenti tra Salerno,Palermo, Tunisi e Civitavecchia in sostituzione del Cruise Smeralda, fermo in cantiere a La Spezia.
Ad inizio aprile 2023 prende servizio nei collegamenti tra Genova e Porto Torres, dove opera fino al 14 maggio.
Il 21 maggio 2023 torna in servizio nei collegamenti tra Livorno e Palermo in sostituzione dello Zeus Palace, momentaneamente trasferito sulla Livorno-Olbia in sostituzione del Cruise Europa.
Dal 20 novembre 2023 al marzo del 2024 torna in servizio sulla Livorno-Olbia in sostituzione del Cruise Europa, fermo in cantiere a Marsiglia. Il 31 marzo viene trasferito sulla Livorno-Palermo, dove opera fino a fine maggio in sostituzione dello Zeus Palace, fermo in cantiere a Yalova.
Da ottobre al 2 novembre 2024 sostituisce il Corfù nei collegamenti tra Civitavecchia, Arbatax e Cagliari, fermo in cantiere a Yalova. Successivamente viene trasferito nei collegamenti tra Napoli e Palermo in sostituzione del Cruise Ausonia, anch'esso fermo in cantiere a Yalova.
Da gennaio al 3 marzo 2025 viene sottoposto a  lavori di manutenzione ordinaria in cantiere a Yalova. Successivamente fa ritorno a Napoli, dove viene disarmato. Il 26 maggio torna in servizio nei collegamenti tra Livorno e Palermo in sostituzione del Cruise Ausonia, contestualmente tornato in servizio sulla Napoli-Palermo. Due giorni dopo viene trasferito nei collegamenti estivi tra Civitavecchia ed Olbia.

## Navi gemelle
- Kydon Palace (ex Festos Palace)